# 2016-os aleppói nyári hadjárat
A 2016-os aleppói hadjárat 2016. június végén kezdődött, mikor a Szír Hadsereg támadást intézett Aleppó északi külvárosai ellen. Az offenzíva célja az volt, hogy elvágja a felkelők Aleppóba vezető utánpótlási útvonalait.
Július végére a hadsereg elzárta az Aleppóba vezető utolsó utánpótlási lehetőséget is, mely nyugatról érte el a várost, és teljesen bekerítette Aleppót. A felkelők azonban napokon belül egy nagyarányú ellentámadást indítottak Aleppótól délre, melynek fő célja egy utánpótlási útvonal újranyitása és a kormány kezén lévő területek elzárása volt. A hadsereg támadását és a felkelők ellentámadását összességében mindkét fél olyan horderejűnek ítélte meg, mely szerintük eldöntheti a háború sorsát.
A csata azért is fontos, mert sok terepparancsnok halt meg, körülbelül 40-et megöltek.
Szeptember elejére a kormányerők megerősítették a város felkelői kézen lévő részének ostromát.

## A hadjárat

### A hadsereg előretörése, a felkelők kezén lévő városrész bekerítése
Az offenzíva június 25-én heves orosz légi támadásokkal és szárazföldi bombázással kezdődött. Június 26-án a hadsereg előretört a Mallah Farmoknál, és június 28-ra a farmok felét elfoglalta. A megszerzett területek között volt Al-Asamat és Arab Salum is. Ennek köszönhetően a Castello út lőtávon belülre került a hadsereg szemszögéből.
Július 7-én, éjfél után, heves légi támogatással kísérve a hadsereg elfoglalta Mallah dli részét, és 1 kilométerre megközelítette a Castello utat. Megszálltak egy mecsetegyüttest, és egy olyan hegyet, mely rálátást biztosít a Castello útra, Így már semmi nem akadályozta meg őket abban, hogy tüzérségi ellenőrzés alá vonják az utat. Ezzel lényegében elvágták az egyetlen utánpótlási útvonalat, mely Aleppó felkelők kezén lévő részére vezetett.
Pár nappal később a Hadsereg behatolt al-Layramoun, al-Khalidiyah és Bani Zeid kerületekbe. Mindeközben a kormányerők elfoglalták a Sadkop Gázgyárat.
Július 13. estére a hadsereg megszilárdította al-Khalidiyah kerület teljes egészének és az al-Layramoun ipari terület jelentős részének a védelmét, miután elfoglalta a al-Khalidiyah területén az utolsó néhány, felkelői kézen lévő épületet, al-Layramoun gázgyárát, piacát és üveggyárát.
Július 17-én a hadsereg és a Hezbollah elérte a Castello utat, ennek egyes részeit elfoglalta, és miután a Castello hegyet elfoglalta, teljesen elvágta az útvonalat. Ezzel Aleppó felkelők kezén lévő részét teljesen körbe kerítették. Az al-Layramounnál lévő körgyűrűt tüzérségi ellenőrzés alá vonták ezzel. Eközben a hadsereg tovább haladt Bani Zeid és al-Layramoun területein, ahol a legtöbb gyárat elfoglalták.
Július 23. és 25. között a hadsereg további területeket szerzett meg az al-Layramoun ipari területen, mikor megszerezte a Textilgyárat, egy tucatnyi ipari épületet és két bevásárló központot. Július 25-én későn a Tigris Erők két helyszínt foglaltak el a Castello Komplexumban és környékén. Azzal fenyegettek, hogy elvágják az összeköttetést a Bani Zeid és al-Layramoun területén lévő felkelők között.
Július 26-án, miután sokat harcoltak az utolsó felkelői kézen lévő terület, a Buszállomás elfoglalásáért, a kormány seregei elfoglalták az egész Layramoun kerületet. Miután elfoglalták az Al-Castillo Vidámparkot, és tüzérségi ellenőrzés alá vették Bani Zeidet, az Aleppó városában lévő felkelői helyszíneket teljesen körbe vették.
Július 27-én a felkelők megtámadták Aleppó kurdok kezén lévő részét, de ezt a próbálkozást visszaverték. Ezután a kurdok jelentek meg a közeli, a felkelők kezén lévő Bani Zeid Fiatalok Lakóparkja területen. A teljes épületegyüttest sikeresen elfoglalták. Később a Hadsereg hivatalosan is bejelentette, hogy Aleppóban a felkelők összes utánpótlási útvonalát elvágta. Július 28-án a Hadsereg elfoglalta Bani Zeid kerületet, valamint Ashrafiyah kerület felkelők kezén lévő részeit. A felkelők még azelőtt kivonultak Bani Zeid területéről, mielőtt a hadsereg heves támadásba kezdett volna. Így akarták megelőzni a heves veszteségeket. A Hadsereg tovább folytatta támadásait Dahret Abdrubbah felé.
Július 30-án az YPG elfoglalta a Castello út melletti Shuqayyif Fiatalok Lakóövezetét.

### A felkelők ellentámadása, mindkét fél ostrom alatt
Július 31-én a Hódító Hadsereg Aleppó északi és déli részén is ellentámadásba kezdett, hogy enyhítse a felkelők kezén lévő területekre nehezedő ostromot. A Castello főút mellől heves harcokról számoltak be, miközben a felkelők elfoglalták az Al-Hikma iskolát és Aleppó déli külvárosaiban két hegyet, mely a Hadsereg előretolt védvonalának volt a része. A felkelők kiterjedt ellentámadásában a jelentések szerint 8000-10.000 harcos, 95 tank, több száz rakétakilövőt és sok öngyilkos merénylőt vetettek be. Estére a felkelők elfoglalták Al-‘Amariyah falut, és elérték az 1070-es Lakóprojektet, ahol folytatódtak a heves összecsapások. Éjszaka a Lakóprojekt is a felkelők kezére került.
Másnap a felkelők ismét előretörtek, és elfoglalták a Sharfa néven is ismert Mushrifah falut, mely egy olyan hegyen áll, ahonnét rá lehetett látni az Al-Assad Katonai Akadémiára.
A következő pár napban csiki-csuki harcot vívtak az 1070-es Lakóprojekt és annak környékének, Huwayz falunak, Al-‘Amariyahnak és több hegynek az ellenőrzéséért.
Augusztus 5-én megindult a felkelők támadása a Katonai Akadémia ellen, melynek másnapra mintegy felét megszerezték. Röviddel a Katonai Akadémiánál elért eredmények után a felkelők Aleppóban és azon kívülről is behatoltak Ramouseh területére, így egyesítették az erőiket, és elfoglalták a területet. Ezzel sikeresen elvágták a hadsereg utánpótlási útvonalát a kormány kezén lévő nyugat-aleppói területek felé. Ugyanakkor azt is bejelentették, hogy áttörték a hadseregnek az Aleppó felkelők kezén lévő keleti fele köré emelt ostromgyűrűjét. A felkelők új utánpótlási útvonalát azonban még mindig tűz alatt tartotta a hadsereg, és légi támadások célpontjává is vált, így mindkét oldalon be lettek kerítve. Mióta megindult a felkelők offenzívája, legalább 130 polgári lakost megöltek, akik közül a legtöbben akkor vesztették életüket, mikor a felkelők a kormány által birtokolt kerületeket lőtték. A két oldalon összességében mintegy 500 harcos halt meg, többségük felkelő. A nap végére a teljes Katonai Akadémia és Ramouseh kerület is a felkelők kezére került.

### A harcok folytatódtak: a hadsereg területeket szerzett vissza
Augusztus 7-én a harcok tovább folytak Ramouseh kerületben, ahonnét megerősítették, hogy egyes területek még mindig a Hadsereg ellenőrzése alatt vannak. Az Oroszország támogatását élvező kormány nagy erejű légitámadássorozatot indított, melyben a jelentések szerint a felkelők által megszállt egyik katonai iskolát ledózerolták. Eközben a felkelők „masszív” védekezésbe kezdtek, hogy megvédjék az új útvonalukat. Másnap megerősítették, hogy Ramouseh kerület teljes egészében a felkelők ellenőrzése alatt áll. Eközben al-Sanobrat hegyét a hadsereg visszafoglalta.
Augusztus 11-én a felkelők Khanasir és Ithriya között megtámadták a kormány Aleppóba vezető utánpótlási útvonalát, és elfoglalták Mahmyat Al-Ghazal területét. Másnap azonban a Hadsereg visszafoglalta a falut.
Augusztus 11. és 17. között a Hadsereg számos ellentámadást indított, melyek fő célpontja az 1070-es Lakóprojekt volt. Augusztus 11-én a harcokban a kormány 29, a felkelők legfeljebb 20 harcosa halt meg. Augusztus 17-re a kormány körülbelül a kerület 70%-át foglalta vissza.
Augusztus 17-én, miután elfoglalták az 1070-es Lakóprojekt nagy részét, a kormányerők lerohanták a Légierő Technikai Bázisát is. A terület régebbi kormányzati parancsnokát, Deeb Bazi dandártábornokot, a bevetés vezetőjét megölték. A macska–egér harc egészen szeptember lejéig folytatódott, mikor végül szeptember 4-én a kormánypárti erők lerohanták a felkelők védvonalait, és az egész épületegyüttest elfoglalták. Ezután a hadsereg ismét nekiállt Aleppó felkelők kezén lévő részeinek ostromlásához.
Eközben augusztus 21-én a kormányerők elfoglalták Umm Qara hegyét, mely rálátást biztosít Al-Qarassi közelében a Khan Touman-Ramouseh között húzódó útra. Emellett megszerezték a közeli SyriaTel hegyet is. A felkelők több ellentámadását is visszaverték, melyeket mind azért indítottak, hogy visszafoglalják Umm Qara hegyét.
Szeptember 5-én összeomlott a felkelők frontvonala Aleppótól délre, a kormánypárti seregek pedig visszafoglaltak három falut, három hegyet két raktárat, két gyárat, egy kikötőt és egy Légvédelmi Bázist.
Szeptember 6. és 8. között a Szír Hadsereg elfoglalta az egész Ramouseh kerületet, és szeptember 9-re meg tudták nyitni azt a Ramouseh utat, mely biztosítani tudta Aleppó kormánykézen lévő, nyugati részének az ellátását..
Szeptember 10-11-én a Hadsereg és szövetségesei tovább haladtak az 1070-es Lakóprojektben és Al-‘Amariyah kerületben. Megtámadták a Hikmah iskolát is.
Szeptember 11-én légi támadások zavarták meg az áldozati ünnepet Aleppó felkelők kezén lévő területein és Idlibben. Az USA és Oroszország korábban egy olyan, pár órára kiterjedő tűzszüneti megállapodáson dolgoztak, mely másnap napnyugtakor lépett volna életbe.

## Következmények – tűzszünet és kormányzati támadások Kelet-Aleppóban
A tűzszünet szeptember közepi életbe lépése után a Szír Hadsereg nagy mértékben kivonta seregeit a Castello út mellől, hogy beengedje az ENSZ humanitárius segélyeit a város keleti felébe. A városon kívül állomásozó felkelők azonban nem engedték, hogy a segélyek elérjék Aleppót. Később a Castello utat ellenőrző Orosz Haditengerészet és a Vörös Félhold embereit a felkelők elkezdték lőni, az SAA pedig ismét erősítést küldött a területre.
Szeptember 16-án az Orosz Légierő először hajtott végre légitámadást Aleppó környékén, mióta négy napja életbe lépett a tűzszünet. Szeptember 19-én levegő-föld rakétákkal megtámadták az ENSZ és a Szíriai Vörös Félhold Urum al-Kubra városából Aleppó keleti részébe tartó 18 teherautóból álló közös segélyszállítmányát, és a támadásban 12 ember meghalt, többen pedig súlyosan megsebesültek. Ezzel párhuzamosan Oroszország és Szíria ismét elkezdte a levegőből lőni a városban rejtőző felkelőket.
Szeptember 21-én korán a Szír Hadsereg elfoglalta a Hikma hegy nagy részét, így már nem sok választotta el az Al-Hikma iskola és az 1070-es Lakóprojekt visszaszerzésétől. A nap későbbi szakaszában a felkelők azonban visszafoglalták a korábban elveszített állásaikat a hegyen. Ennek ellenére a Hadseregnek sikerült olyan területeket megszereznie Ramouseh kerületben, melyek 2012 óta a felkelők kezén voltak. Eközben az SOHR arról számolt be, hogy állítólag 3000 orosz katona érkezett Aleppóba, hogy támogassák a kormány offenzíváját a környéken.
Szeptember 22-én a Szír Hadsereg egy újabb támadást indított Aleppó keleti, felkelők kezén lévő része ellen. A kormányerők ismét előre törtek Aleppó déli részén, több helyszínt is elfoglaltak.